# أحمد قرني
أحمد قرني (مواليد 30 نوفمبر 1967 في محافظة الجيزة، مصر) هو كاتب مصري. وهو عضو اتحاد كتاب مصر، وعضو نادي القصة المصري.

## مؤلفاته
الروايات
- «آخر سلالة عائلة البحار»، 2005
- «حارس السور»، 2006
- «الأقدس»، 2011
- «كما يليق بحفيد»، 2012[3]
- «سماء الحضرة»، 2014[4]
- «النبطشي»، 2014[5]
- «صلاة إبليس»، 2015[6]
- «مملكة الليل»، 2019[7]
- «إحدى عشر خطيئة»، 2019[8]
- «جبل الخرافات»، 2021[9]

مؤلفات أخرى
- «لك العشق والنيل لي» (شعر)، 1996
- «حائط الوقت» (ديوان شعري)، 1997
- «جسد بارد بلا تفاصيل» (شعر)، 2001
- «أبطال الحواديت في أرض القدس» (قصة للطفل)، 2002
- «مغامرات شادى في دنيا الحواديت» (مسرحية للطفل)، 2003
- «حكاية الغراب والحمامة» (قصة للطفل)، 2003
- «أغنيات القمر» (أشعار للطفل)، 2007
- «عصفور وحرف ووطن» (ديوان شعر للأطفال)، 2008
- «حلم النملة دودي» (قصة للطفل)، 2009
- «البرواز» (مونودراما مسرحية)، 2010
- «ملك الحروف» (قصة للطفل)، 2011
- «سلسبيل» (مسرحية للأطفال)، 2011
- «الوزير عطعوط»، 2013
- «العصفور وشجرة الظل»، 2015
- «حكاية الديك ذى العرف الأحمر»، 2016
- «رسائل جدي»، 2019[10]
- «فتى سيلفي»، 2020[11]
- «لماذا لا يطير التمساح»، 2020[12]
- «الشيطان الذي سرق وجهي»، 2021[13]

## جوائز
- جائزة دار سعاد الصباح للنشر والتوزيع بالكويت، 1996، عن ديوان «لك العشق والنيل لي»[14]
- جائزة المركز القومي لثقافة الطفل، 1997، عن مسرحية (الثعلب ملكا)
- جائزة النيل ـ سوزان مبارك سابقا ـ لأدب الطفل، 1998، المركز الأول، عن مسرحية «شادي في دنيا الحواديت»[12]
- جائزة نادى القصة في الرواية، 2003، عن رواية «آخر سلالة عائلة البحار»
- جائزة مجلة الصدى الإمارتية في الرواية، 2003، عن رواية «حارس السور»[15]
- جائزة الشارقة في الرواية، 2004، عن رواية «آخر سلالة عائلة البحار»[14]
- جائزة نادى القصة في الرواية، 2005، عن رواية «عذابات رجل المنفي»
- جائزة الشارقة في أدب الطفل، 2007، عن ديوان «عصفور وحرف ووطن»[12][14]
- جائزة مجلة الثقافة الجديدة وزارة الثقافة، 2009، عن رواية «مثل قطعة كريستال»
- جائزة " الهيئة العربية للمسرح بدولة الإمارات، 2009، عن مسرحية "سلسبيل" للأطفال[12]
- المسابقة الدولية في الموندراما، 2009، عن مسرحية «البرواز»، هيئة الفجيرة للثقافة
- جائزة كتارا للرواية العربية، 2017، عن رواية «جبل الخرافات»[16]
- جائزة خليفة التربوية، 2020، عن رواية «رسائل جدي»[17][18]
- جائزة اتحاد كتاب مصر، 2012، عن رواية «الأقدس»
- جائزة مصطفى عزوز لأدب الطفل، 2019، عن رواية «لعبة الطائر العجوز»[19]
- جائزة أدب الحرب من مجلة النصر الشئون المعنوية للقوات المسلحة (عدة سنوات)
- جائزة مجلة «تراث» في الشعر (عدة سنوات)
- منحة لنيل جائزة الدولة في أكاديمية مصر في روما في الكتابة للطفل
- درع الهيئة العامة لقصور الثقافة، وزارة الثقافة، تقديرا لدوره في الحياة الثقافية ولمساهماته في تنظيم مؤتمر أدباء مصر على مدى دورتين الأولى في مدينة الأقصر والثانية في محافظة بورسعيد